# Pedro Pablo Chacaltana
Pedro Pablo Chacaltana Reyes fue un médico y político peruano. Fue alcalde de Chiclayo y diputado por la misma provincia. 
Nació en Ica el 26 de julio de 1842, hijo de Manuel de la Encarnación Chacaltana y Manuela Reyes. Se casó el 22 de marzo de 1872 con Pascuala Vertiz Limo. Graduado de médico, en 1872 se mudó a la ciudad de Chiclayo como médico de la empresa del ferrocarril y muelle de Eten.
Fue elegido diputado suplente por la provincia de Chiclayo en 1876 durante el gobierno de Mariano Ignacio Prado y reelecto en 1879 durante el gobierno de Nicolás de Piérola y la guerra con Chile. Durante la guerra del Pacífico, fue nombrado Coronel de la Guardia Nacional de Lambayeque. Fue designado alcalde de Chiclayo entre 1891 y 1894.
Fue elegido diputado titular por la provincia de Chiclayo, departamento de Lambayeque en 1892 durante los finales del gobierno de Remigio Morales Bermúdez y el inicio del segundo gobierno de Andrés A. Cáceres. Su mandato se vio interrumpido por el estallido de la Guerra civil de 1894 que enfrentó a las tropa de Nicolás de Piérola contra las del Mariscal 
Fue fundador del Club de la Unión de Chiclayo en 1900 y ejerció su presidencia hasta 1910.